# 스테이 (2005년 영화)
《스테이》(영어: Stay)는 2005년 개봉한 미국의 심리 스릴러 영화이다. 마르크 포르스터가 연출하고, 이완 맥그리거, 나오미 와츠, 라이언 고슬링, 밥 호스킨스 등이 출연하였다.

## 줄거리
영화는 브루클린교 교통 사고 현장에 앉아 있던 헨리가 일어나 자리를 뜨는 장면으로 시작한다.
정신과의 샘은 동료 의사가 잠시 쉬게 되면서 우울증과 편집증에 시달리는 대학생인 환자 헨리를 넘겨 받는다. 자살 충동을 겪던 헨리가 사라진 뒤 샘은 자살을 막기 위해 헨리의 행방을 수소문하는데...

## 출연진
- 이완 맥그리거 - 샘 포스터 의사 역
- 나오미 와츠 - 라일라 컬페퍼 역: 샘의 여자친구.
- 라이언 고슬링 - 헨리 레섬 역
- 밥 호스킨스 - 리언 패터슨 의사 역
- 저닌 거로펄로 - 베스 리비 의사 역
- 엘리자베스 리서 - 어시나 역: 배우 지망생. 헨리의 애정 상대.
- BD 웡 - 브래들리 런 의사 역
- 케이트 버턴 - 모린 레섬 역
- 에이미 시데리스 - 토니 역
- 이자크 드방콜레 - 교수 역
- 마이클 개스턴 - 케널리 보안관 역
- 마크 마골리스 - 서점 주인 역

## 기타 제작진
- 배역: 알렉사 L. 포걸, 프랜신 메이즐러
- 미술: 케빈 톰프슨
- 세트: 조지 더티타 주니어
- 의상: 프랭크 L. 플레밍

## 같이 보기
- 아울 시냇물 다리에서 생긴 일
- 야곱의 사다리 (영화)